# Глобулярные белки

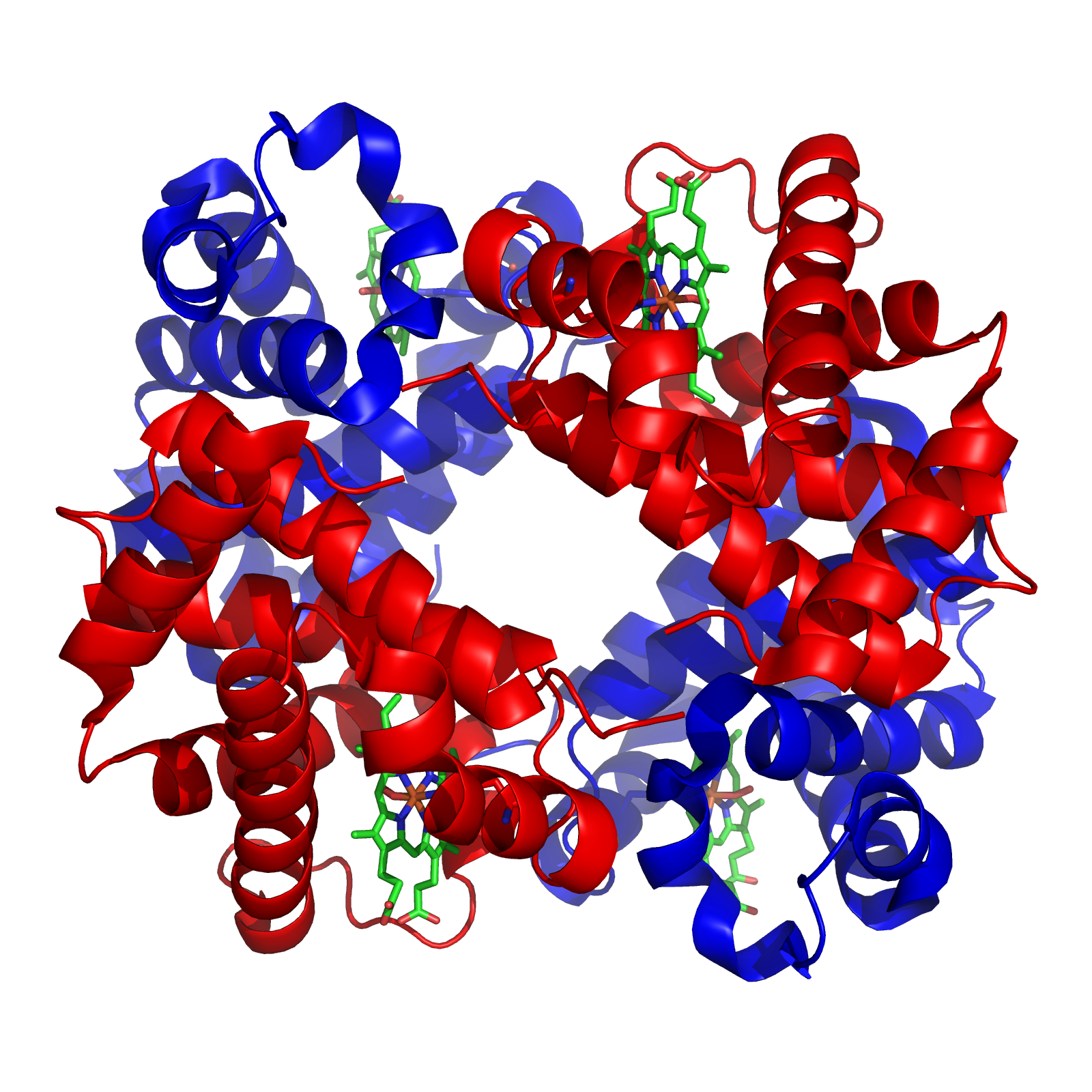
Трехмерная структура молекулы гемоглобина — глобулярного белка

Глобулярные белки́ — белки, в молекулах которых полипептидные цепи плотно свёрнуты в компактные шарообразные структуры — глобулы (третичные структуры белка).
Глобулярная структура белков обусловлена гидрофобно-гидрофильными взаимодействиями: снаружи гидрофильные (имеющие водородные соединения с окружающей средой), а внутри гидрофобные (отталкивающие воду).
К глобулярным белкам относятся ферменты, иммуноглобулины, некоторые гормоны белковой природы (например, инсулин) а также другие белки, выполняющие транспортные, регуляторные и вспомогательные функции.
У глобулярных белков отношение длинной оси молекулы к короткой (степень асимметрии) равна 3-5.